# Domenico Carpinoni
Domenico Carpinoni (Clusone, 1566 - Clusone, 11 juin 1658)  est un peintre italien.

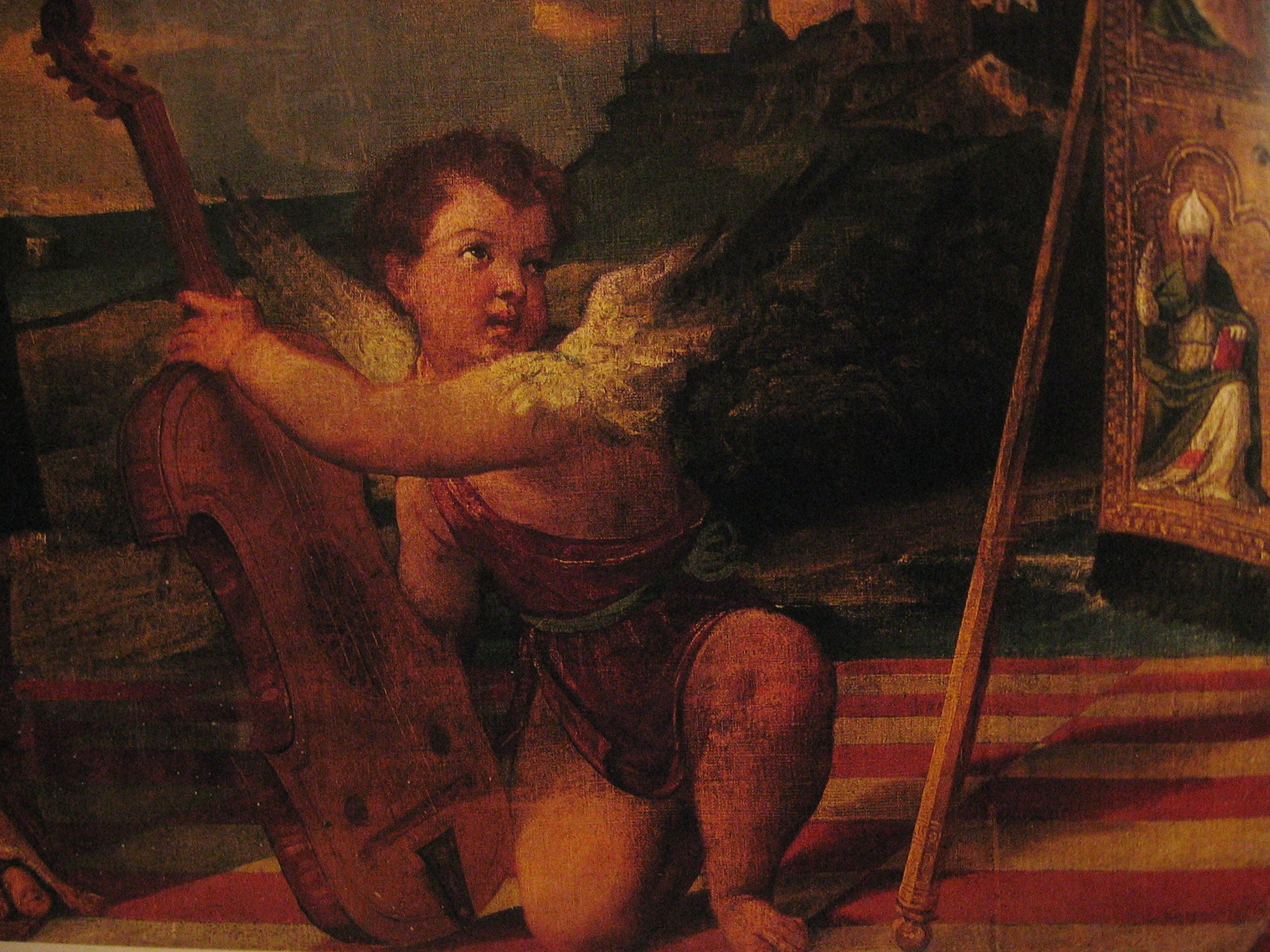
Madonna in gloria col bambino, Basilique Santa Maria Assunta, Clusone (Bergame).

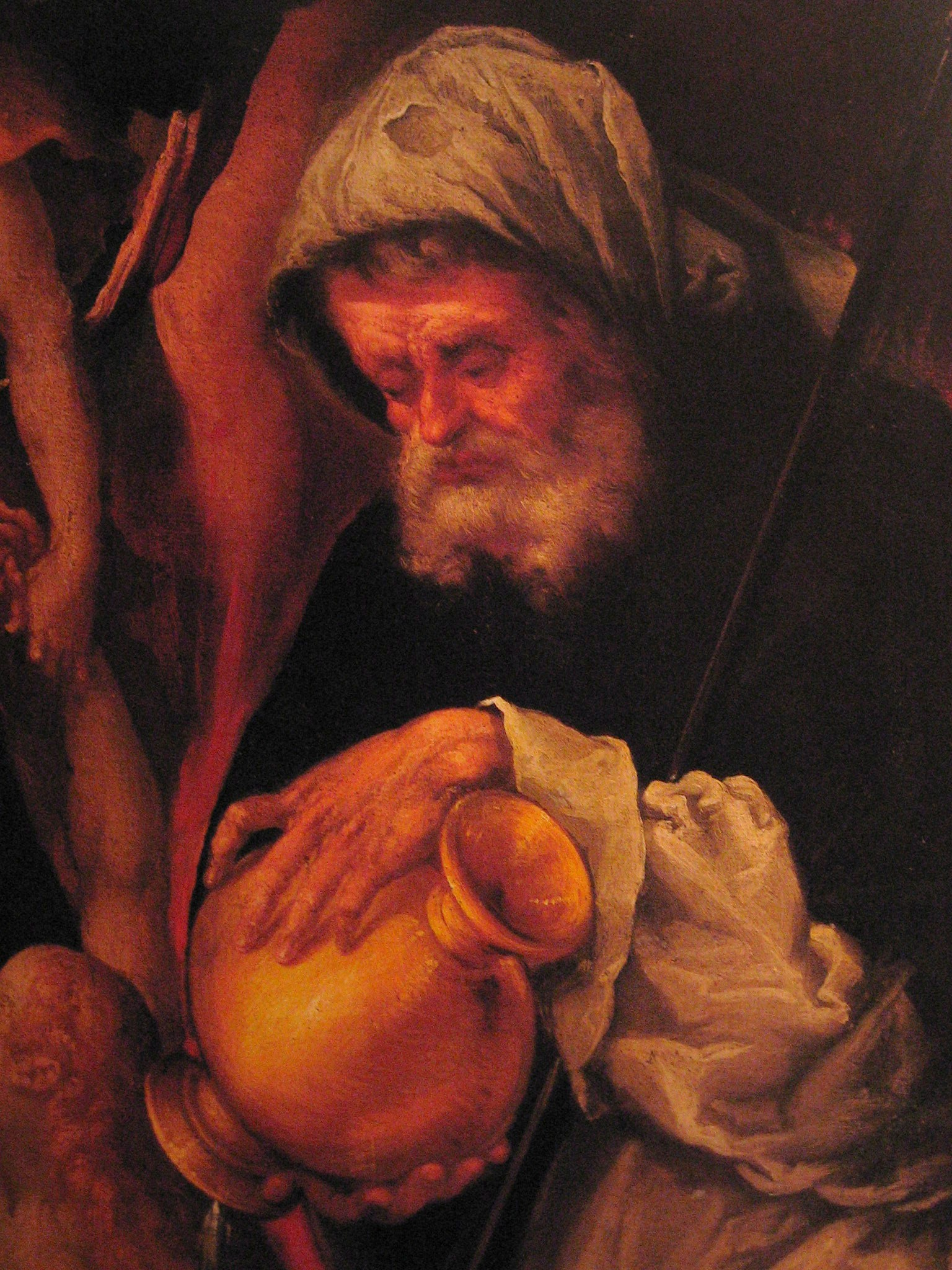
La Vergine e San Giuseppe intercedono presso la Trinità, Basilica Santa Maria Assunta, Clusone.

## Biographie
Domenico Carpinoni, né  dans la province de Bergame, est un peintre italien de la Renaissance et grand-père de Marziale Carpinoni.
Il s'est rendu précocement à Venise où il a été élève de Palma il Giovane.

## Œuvres
- Naissance de saint Jean le Baptiste et Descente de Croix, église principale, Clusone ;
- Transfiguration, église de Monesterolo (Val Cavallina) ;
- Adoration des Mages, église Padri Osservanti, Lovere ;
- Madonna in gloria col bambino, Basilica Santa Maria Assunta, Clusone, Bergame ;
- La Vergine e San Giuseppe intercedono presso la Trinità, Basilica Santa Maria Assunta, Clusone ;
- Madonna, il Bambino e tre santi, retable, église paroissiale, Breno.